# McEwen (Oregon)
McEwen az Amerikai Egyesült Államok északnyugati részén, Oregon állam Baker megyéjében, a Powder folyó mentén elhelyezkedő önkormányzat nélküli település.
Egykor itt volt a Sumpter Valley Railway egy megállója. Névadója egyes források szerint a Charles W. Nibley szüleit mormon hitre áttérítő misszionárius, más források szerint viszont Thomas McEwen telepes.
A posta 1893 és 1943 között működött.

## Fordítás
- Ez a szócikk részben vagy egészben  a   McEwen, Oregon című angol Wikipédia-szócikk ezen változatának fordításán alapul.  Az eredeti cikk szerkesztőit annak laptörténete sorolja fel. Ez a jelzés csupán a megfogalmazás eredetét és a szerzői jogokat jelzi, nem szolgál a cikkben szereplő információk forrásmegjelöléseként.